# Otávio Frias Filho
Otavio Frias de Oliveira Filho (São Paulo, 7 de junho de 1957 — São Paulo, 21 de agosto de 2018) foi um jornalista brasileiro. Foi diretor de redação do jornal Folha de S.Paulo e diretor editorial do Grupo Folha, fundado por seu pai, Octávio Frias de Oliveira.
Formou-se em Direito e completou cursos de pós-graduação em Ciências Sociais, na Universidade de São Paulo.
Filho mais velho de Octavio Frias de Oliveira, empresário que comprou em 1962 a empresa que edita a Folha, Frias Filho começou a atuar no jornal em 1975, escrevendo editoriais e assessorando o jornalista Cláudio Abramo, que dirigia a Redação. Nessa época, participou da reforma editorial conduzida por Octavio Frias e Abramo, na qual as páginas da Folha foram abertas a políticos e intelectuais de todas as tendências, aproveitando o início de abertura política. A linha pluralista trouxe prestígio à Folha e a aproximou da sociedade civil.

## Projeto Folha
Como diretor de Redação desde 24 de maio de 1984 em substituição a Boris Casoy, sistematizou e desenvolveu as experiências do jornal no período da abertura política e da campanha Diretas-Já. Documentos divulgados periodicamente traduziram as linhas editoriais do jornal, no que ficou conhecido como Projeto Folha. Define-se pela prática de um jornalismo crítico, apartidário e pluralista.
Esses princípios nortearam também o Manual da Redação, lançado em 1984 e atualizado desde então. Mais que um manual de estilo, é um conjunto de normas e compromissos assumidos pelo jornal. Foi o primeiro livro do gênero colocado à disposição do público.
O pressuposto é que o jornalismo deve ser descritivo e preciso, mas que todo tema sujeito a controvérsia admite mais de um ângulo e exige tratamento pluralista. O jornal tornou-se conhecido também pela diversidade de seu elenco de colunistas. Ao mesmo tempo, criaram-se mecanismos de controle interno, como freios e contrapesos: o próprio Manual, a seção diária “Erramos” (1991), a obrigação de publicar contestações enviadas ao jornal e o posto de ombudsman (1989), profissional dotado de estabilidade temporária e encarregado de criticar a própria Folha e acolher pleitos de leitores e personagens do noticiário.
Desde meados do regime militar, a Folha manteve posição crítica diante de sucessivos governos (Ernesto Geisel, João Figueiredo, José Sarney, Fernando Collor de Mello, Itamar Franco). Otavio Frias Filho foi processado juntamente com outros três jornalistas da Folha pelo então presidente Fernando Collor. A cobertura dos governos Fernando Henrique Cardoso (PSDB), Luiz Inácio Lula da Silva (PT) e Dilma Rousseff (PT) valeu ao jornal acusações de ser pró-oposição durante cada um dos períodos presidenciais.
Da revelação da fraude na concorrência para a Ferrovia Norte-Sul (1986) até a do escândalo do mensalão (2005), a Folha tem estado na vanguarda da fiscalização das autoridades e da revelação de desmandos e abusos.

## Obras
É autor de ensaios sobre cultura e peças teatrais, cinco delas encenadas em São Paulo: “Típico Romântico” (1992), “Rancor” (1993), “Don Juan” (1995), “Sonho de Núpcias” (2002) e "O Terceiro Sinal" (2018). O texto desta última narra sua experiência como ator e esteve em cartaz no Teatro Oficina, com a atriz Bete Coelho.
Publicou “Tutankaton” (Editora Iluminuras, 1991), "Cinco Peças e uma Farsa" (CosacNaify, 2013) e “Queda Livre” (Companhia das Letras, 2003). Neste livro, reuniu o que chamou de “investigações participativas”: sete reportagens ensaísticas sobre experiências de risco psicológico.
Durante dez anos, de 1994 a 2004, escreveu uma coluna semanal publicada na página 2 da Folha. No ano 2000, 99 delas foram editadas no livro  “De Ponta Cabeça” (Editora 34).
Em 2009, publicou pela Publifolha "Seleção Natural - Ensaios de Cultura e Política", reunião de 25 textos sobre teatro, cinema e jornalismo escritos em 25 anos.
Em literatura infanto-juvenil, é autor de “O Livro da 1ª Vez” (Cosac Naify, 2004). Participou ainda de duas coletâneas de contos para crianças, “O Livro dos Medos” (Companhia das Letras, 1998) e “Vice-versa ao Contrário” (Companhia das Letras, 1993).
Ao morrer, em agosto de 2018, deixou pronto um livro infantil, “A Vida é Sonho e Outras Histórias para Pensar”, e uma coletânea de artigos publicados nos últimos anos. Deixou ainda inacabado um livro em que pretendia traçar um quadro, entre ensaístico e biográfico, dos tempos e da vida de seu pai, entremeando-os com suas próprias experiências atuais.

## Morte
Otávio Frias Filho morreu em 21 de Agosto de 2018, vítima de um câncer originado no pâncreas e diagnosticado no final de 2017.